# Laphonwich Sutthasen
Laphonwich Sutthasen (thailändisch ลภณวิช สุทธิเสน, * 18. März 1992) ist ein thailändischer Fußballspieler.

## Karriere
Laphonwich Sutthasen stand bis Ende 2019 beim Sisaket FC unter Vertrag. Der Verein aus Sisaekt spielte in der zweiten thailändischen Liga, der Thai League 2. Für Sisaket stand er 2019 zweimal in der zweiten Liga auf dem Spielfeld. 2020 wechselte er zum Ligakonkurrenten Kasetsart FC. Für den Verein aus der thailändischen Hauptstadt Bangkok spielte er 24-mal in der zweiten Liga. Zu Saisonbeginn 2021/22 unterschrieb er in Samut Prakan einen Vertrag beim ebenfalls in der zweiten Liga spielenden Customs Ladkrabang United FC. Für den Hauptstadtverein absolvierte er 33 Zweitligaspiele. Ende Juli 2022 verpflichtete ihn der ebenfalls in der zweiten Liga spielende Phrae United FC.